# 克萊斯頓站
克萊斯頓站（英語：Creston station）是一座位於愛荷華州克萊斯頓鎮的一座鐵路車站。車站亦用作BNSF鐵路的貨場。目前僅有加州和風號一對列車經停。
車站由芝加哥，伯靈頓和昆西鐵路建於1969年，緊鄰伯靈頓鐵路舊站，後者建造于1899年。由於目前客貨混用帶來的不便，有提議將客運業務重新遷回舊站內。

## 相關鏈接
- Creston Amtrak Stations (USA RailGuide -- TrainWeb) （页面存档备份，存于）
- Amtrak Photo Archive

41°03′25″N 94°21′41″W / 41.0570°N 94.3614°W